# سام هندريكس
سام هندريكس (بالهولندية: Sam Hendriks) (25 يناير 1995 دوتينخيم هولندا - ) هو لاعب كرة قدم هولندي يلعب كمهاجم.

## روابط خارجية
- سام هندريكس على موقع قاعدة بيانات كرة القدم.إي يو (الإنجليزية)
- سام هندريكس على موقع Soccerway.com (الإنجليزية)